# 1. deild kvenna 1978
La 1. deild kvenna 1978 (islandese: 1ª divisione femminile), è stata la 7ª edizione della massima divisione del campionato islandese femminile di calcio.

## Stagione

### Formula
Girone unico all'italiana con gare di andata/ritorno a specchio, ma non sono ancora previste retrocessioni in una categoria inferiore.

## Girone unico

### Classifica finale
|                    | Pos. | Squadra          | Pt | G | V | N | P | GF | GS | DR |
| ------------------ | ---- | ---------------- | -- | - | - | - | - | -- | -- | -- |
| Islanda (bandiera) | 1.   | Valur            | 10 | 6 | 5 | 0 | 1 | 9  | 3  | +6 |
|                    | 2.   | Breiðablik       | 8  | 6 | 3 | 2 | 1 | 9  | 7  | +2 |
|                    | 3.   | FH Hafnarfjarðar | 5  | 6 | 1 | 3 | 2 | 8  | 7  | +1 |
|                    | 4.   | Fram Reykjavík   | 1  | 6 | 0 | 1 | 5 | 2  | 11 | -9 |

Legenda:
      Campione d'Islanda.
Note:
Due punti a vittoria, uno a pareggio, zero a sconfitta.
A parità di punti squadre classificate con la differenza reti.
Spareggio in caso di pari punti in zona promozione e retrocessione.

### Risultati

#### Calendario
| Andata (1ª) | Andata (1ª) | Prima giornata              | Ritorno (4ª) | Ritorno (4ª) |
|             |             |                             |              |              |
| 1º giu.     | 1-1         | Breiðablik-FH Hafnarfjörður | 2-2          | 6 lug.       |
| 8 giu.      | 0-1         | Fram Reykjavík-Valur        | 0-2          | 13 lug.      |

| Andata (2ª) | Andata (2ª) | Seconda giornata          | Ritorno (5ª) | Ritorno (5ª) |
|             |             |                           |              |              |
| 15 giu.     | 3-1         | Breiðablik-Fram Reykjavík | 1-0          | 20 lug.      |
| 30 giu.     | 1-2         | FH Hafnarfjörður-Valur    | 0-1          | 3 ago.       |

| \| Andata (3ª) \| Andata (3ª) \| Terza giornata \| Ritorno (6ª) \| Ritorno (6ª) \| \| \| \| \| \| \| \| 22 giu. \| 0-1 \| Valur-Breiðablik \| 3-1 \| 27 lug. \| \| 6 giu. \| 0-3 \| Fram Reykjavík-FH Hafnarfjörður \| 1-1 \| 27 lug. \| |             |                                 |              |              |
| Andata (3ª) | Andata (3ª) | Terza giornata                  | Ritorno (6ª) | Ritorno (6ª) |
| |             |                                 |              |              |
| 22 giu. | 0-1         | Valur-Breiðablik                | 3-1          | 27 lug.      |
| 6 giu. | 0-3         | Fram Reykjavík-FH Hafnarfjörður | 1-1          | 27 lug.      |